# Stéphanie Bachra
 (octobre 2024).
Si vous disposez d'ouvrages ou d'articles de référence ou si vous connaissez des sites web de qualité traitant du thème abordé ici, merci de compléter l'article en donnant les références utiles à sa vérifiabilité et en les liant à la section « Notes et références ».
Ramanampison Niriana Stéphanie Bachra, alias Stéphanie ou Stéphanie Tsakarao, est une chanteuse malgache.

## Biographie

### Enfance et formation
Ramanampison Niriana Stéphanie Bachra est une chanteuse et compositrice malgache née à Ambatondrazaka le 31 juillet 1988. Elle grandit à Nosy Be jusqu’à l’âge de 9 ans, puis elle continue ses études à Antananarivo.

### Carrière
Elle a été découverte en 2008 lors de la 6ème saison du concours musical Pazzapa , une télé-réalité malgache. Elle a ensuite intégré le groupe Tsakarao pour finalement continuer en solo.

## Style de musique
La chanteuse est multivocale et suit les tendances de la musique tropicale aux musiques urbaines,,.

## Récompenses

### Prix
- 2017 : Meilleur artiste de Madagascar, Voix de l’Océan Indien. Voix de l’Océan Indien

### Nomination
- 2017 : Meilleure voix féminine, Voix de l'océan Indien

## Autres fonctions
- 2015 : Ambassadrice de la marque Airtel à Madagascar.